# 1880 aux échecs
| Années des échecs : 1877 - 1878 - 1879 - 1880 - 1881 - 1882 - 1883    |
| Décennies des échecs : 1850 - 1860 - 1870 - 1880 - 1890 - 1900 - 1910 |

Cet article présente les faits marquants de l'année 1880 aux échecs.

## Championnats nationaux
- Empire allemand : Pas de Congrès[1],[2].
- Empire allemand, WDSB : Louis Paulsen remporte le championnat de la WDSB[Note 1].
- Canada : Pas de championnat[3].
- États-Unis :  George Mackenzie remporte la quatrième édition du Congrès américain des échecs [4],[5] par acclamation[Note 2].
- France : Samuel Rosenthal remporte un tournoi précurseur du championnat de France d'échecs.

## Divers
- Empire allemand : fusion des trois fédérations allemandes : Norddeutscher Schachbund (NDSB) Middeldeutscher Schachbund (MDSB) et Westdeutscher Schachbund (WDSB) au sein d’une unique entité, le Deutscher Schachbund (DSB).

## Naissances
- Julius Perlis
- Dawid Przepiórka

## Nécrologie
- 11 février : Philippe Ambroise Durand (en)
- 24 février : Edward Löwe
- 17 mars : Benjamin Raphael (en)